# Ilie Sánchez
Ilie Sánchez Farrés (Barcelona, Cataluña, 21 de noviembre de 1990), deportivamente conocido como Ilie, es un futbolista español. Juega como centrocampista y milita en Austin F. C. de la Major League Soccer.

## Trayectoria

### Inicios
Ilie Sánchez se formó desde muy pequeño en el mundo de fútbol, siendo parte de varios clubes de la provincia de Barcelona: el primero de ellos fue el Martinenc FC a los 5 años; dos años después ingresaría a la FCB Escola, en donde aprendió lo básico del control y pase del balón; tras eso arribaría en la Agrupació de Penyas del Barça, con la cual fue a competir en varios conjuntos como el C. E. APA Poble Sec de primer año de Alevín, el UB Catalónia entre Alevín de segundo año e Infantil de primer año, mientras que el segundo de Infantil y el primero de Cadete estuvo en el PB Collblanc. A sus 13 años decide dar el salto a la División de Honor postulándose en la U. E. Cornellà, quienes lo ficharon sin demorar.

### Etapa Juvenil
Tras dos años vuelve a vestir de azulgrana tras el interés de los ojeadores del club. Se incorpora al Juvenil A de Àlex García, con el que fueron subcampeones de la Copa del Rey de la categoría, esa temporada Ilie jugó todos los encuentros de Liga, pero para su mala fortuna se lesiona gravemente el último encuentro de esta lo que lo tiene tres meses alejado de los campos. Debido a esto no tuvo tantas presencias en ciclo siguiente, en el que el conjunto barcelonista se proclama campeón de su grupo en la División de Honor, cuyo broche de oro sería la obtención de la Copa de Campeones.
El 18 de noviembre de 2009 tuvo su primera experiencia con el primer equipo del F. C. Barcelona, al participar en un amistoso de entrenamiento disputado en la Ciudad Deportiva ante el Club Bolívar.

### F. C. Barcelona B
En la temporada 2009-10 dio el salto al Fútbol Club Barcelona B que se encontraba en Segunda División B, debutando el 20 de septiembre en la victoria de los azulgrana sobre el Gavà por 1-3. Llegando al final de la campaña, el entrenador asturiano Luis Enrique le reconvirtió de centrocampista a defensa, posición que nunca había ocupado, el playoff de ascenso ocupó la posición de lateral derecho, resultando una pieza fundamental en el esquema. El filial culé consigue el ascenso a Segunda División, uno de los momentos más especiales según el propio Ilie. En el verano, Pep Guardiola lo convoca para realizar la pretemporada con el primer equipo, participando en un amistoso ante el Vålerenga IF, disputado el 29 de julio de 2010 en Oslo.
Ya en la temporada siguiente, es titular en 18 de los 24 encuentros en que participó, llegando a anotar un gol ante el Villarreal C. F. el 2 de abril. Esa campaña el Barça B hace historia alcanzando la tercera posición en la tabla, a lo que se le suma ser el conjunto más goleador junto al Betis quien resultaría campeón. Al finalizar el campeonato, el 6 de junio Ilie es operado para limar un hueso en el talón de su pie izquierdo, en el proceso de recuperación ocurren complicaciones por una infección y tuvo que volver a ser intervenido. Este episodio le cuesta perderse prácticamente toda la temporada 2011/12, en la cual solo disputa un partido frente al U. D. Las Palmas el 26 de mayo. Una vez recuperado, es nominado por Tito Vilanova para la pretemporada de 2012, llegando a disputar los encuentros contra el Manchester United y París Saint-Germain que se debieron definir por penales, ambos resultaron en victoria para los catalanes.
En el ciclo 2012/13 vuelve a tener la regularidad de antes en el campo, solo que ahora portaba con el brazalete de capitán. Consigue disputar 29 encuentros de los cuales 23 fueron de titular, en los que se alternó en la posición de pivote con la de medio centro defensivo. El 6 de junio de 2013 renovó su contrato hasta 2015, mejorando su cláusula de rescisión a 12 millones de euros. Tras este importante paso, se consolida como capitán y como pieza clave en la campaña 2013/14, cumpliendo su labor en distintas posiciones, y llegando a ser el segundo jugador con más minutos, solo por detrás de Sergi Gómez.
Abandonó el club al final de la temporada habiendo disputado un total de 114 partidos con el filial azulgrana.

### TSV 1860 Múnich
En verano de 2014 firmó dos temporadas por el conjunto alemán del TSV 1860 Múnich. En la segunda de ellas le permitió volver a España para jugar con el Elche C. F. a préstamo.

### Estados Unidos
En agosto de 2016 terminó su contrato con el TSV 1860 Múnich, estando un tiempo sin equipo antes de llegar en enero de 2017 al Sporting Kansas City de la Major League Soccer. Con este equipo marcó 11 goles en 171 partidos durante cinco años.
El 12 de enero de 2022 firmó con Los Angeles F. C. por dos años. En el primero de ellos disputaron la MLS Cup y, tras llegar a la tanda de penaltis, convirtió su lanzamiento que, a su vez, le dio el título a la franquicia. Tras la segunda temporada, en la que ganaron la U. S. Open Cup, quedó libre y el 31 de diciembre de 2024 se unió al Austin F. C.

## Clubes
| Club                 | País           | Año       |
| -------------------- | -------------- | --------- |
| F. C. Barcelona "B"  | España         | 2009-2014 |
| TSV 1860 Múnich      | Alemania       | 2014-2016 |
| Elche C. F. (cedido) | España         | 2015-2016 |
| Sporting Kansas City | Estados Unidos | 2017-2021 |
| Los Angeles F. C.    | Estados Unidos | 2022-2024 |
| Austin F. C.         | Estados Unidos | 2025-     |

## Palmarés

### Títulos nacionales
| Título                    | Club                      | País           | Año  |
| ------------------------- | ------------------------- | -------------- | ---- |
| División de Honor Juvenil | F. C. Barcelona Juvenil A | España         | 2009 |
| Copa de Campeones Juvenil | F. C. Barcelona Juvenil A | España         | 2009 |
| U. S. Open Cup            | Sporting Kansas City      | Estados Unidos | 2017 |
| MLS Supporters' Shield    | Los Angeles F. C.         | Estados Unidos | 2022 |
| MLS Conferencia Oeste     | Los Angeles F. C.         | Estados Unidos | 2022 |
| MLS Cup                   | Los Angeles F. C.         | Estados Unidos | 2022 |
| U. S. Open Cup            | Los Angeles F. C.         | Estados Unidos | 2024 |